# Ромео Зондерван
Ромео Зондерван (нід. Romeo Zondervan, нар. 3 березня 1959, Парамарибо) — нідерландський футболіст, півзахисник.
Насамперед відомий виступами за клуб «Іпсвіч Таун», а також за національну збірну Нідерландів.

## Клубна кар'єра
У дорослому футболі дебютував у 1977 році виступами за команду клубу «АДО Ден Гаг», в якій провів один сезон, взявши участь у 39 матчах чемпіонату. 
Згодом з 1978 до 1983 року грав у складі команди клубу «Твенте» та в Англії, за «Вест-Бромвіч Альбіон».
Своєю грою за останню команду привернув увагу представників тренерського штабу клубу «Іпсвіч Таун», до складу якого приєднався у 1983 році. Відіграв за команду з Іпсвіча наступні дев'ять сезонів своєї ігрової кар'єри. Більшість часу, проведеного у складі «Іпсвіч Тауна», був гравцем основного складу команди.
Завершив професійну ігрову кар'єру у клубі «НАК Бреда», за команду якого виступав протягом 1992—1995 років.

## Виступи за збірну
У 1980 році дебютував в офіційних матчах у складі національної збірної Нідерландів. Протягом кар'єри у національній команді, яка тривала усього 2 роки, провів у формі головної команди країни лише один офіційний матч.
У складі збірної був учасником чемпіонату Європи 1980 року в Італії.